# Campeche (ville)
 (septembre 2020).
Si vous disposez d'ouvrages ou d'articles de référence ou si vous connaissez des sites web de qualité traitant du thème abordé ici, merci de compléter l'article en donnant les références utiles à sa vérifiabilité et en les liant à la section « Notes et références ».
Pour l’article homonyme, voir Campeche.
Campeche, parfois francisé en « Campêche » (abrégé de San Francisco de Campeche) est une ville du Mexique et la capitale de l'État du même nom. Sa population s'élevait à 220 389 habitants en 2010.

## Description
La ville de Campeche vit de ses richesses naturelles, à savoir le pétrole et la pêche à la crevette.
La ville historique, fortifiée au XVIIe siècle pour la protéger des attaques des pirates, est un bien inscrit sur la Liste du patrimoine mondial de l'UNESCO.

## Histoire
Avant l'arrivée des conquistadors qui fondèrent la ville, la région est occupée par les Mayas depuis le Xe siècle. Cette zone en particulier est sous la domination de la cité d'Edzná, située à 60 km de Campeche et édifiée par le peuple Itzá (également fondateur de la cité de Chichén Itzá). Edzná a connu son apogée aux environs de l'an 1000.
En mars 1517, l'expédition espagnole commandée par Francisco Hernández de Córdoba, partie de Cuba, atteint la côte de l'actuelle Campeche. Ayant besoin d'eau, les conquistadors débarquent dans un village maya, Can Pech, où ils sont accueillis pacifiquement par les villageois, qui leur demandent néanmoins de quitter les lieux après s'être ravitaillés en eau.
En 1526, Charles Quint demande à Francisco de Montejo dit El Adelantado, qui avait participé à la prise de Mexico-Tenochtitlan avec Hernán Cortés, de conquérir la péninsule du Yucatán. Dans un premier temps, Montejo et ses hommes s'aventurent sur la côte orientale du Yucatan, mais ils sont repoussés par les Mayas. En 1531, Montejo réussit à pénétrer la péninsule par la côte occidentale, et fonde la ville de Salamanca de Campeche. Son fils Francisco de Montejo dit El Mozo (soit « le jeune homme »), prend la ville de Chichén Itzá pour y installer la première capitale du Yucatan, mais cet emplacement sera abandonné quelques années plus tard.
En 1540, Francisco de Montejo El Mozo crée une nouvelle garnison sur la côte ouest du Yucatan, qu'il appelle San Francisco de Campeche. Ce port sera d'une grande importance pour la suite de la conquête du Yucatan.
Après avoir soumis les Mayas militairement, les Espagnols s'efforcent de les convertir à la religion catholique. Les franciscains, qui étaient arrivés dès 1535 pour repartir peu après à la suite de conflits avec les autochtones et les colons, reviennent à Campeche en 1540. Ils entreprennent la construction de l'église et du couvent San Francisco sous la direction du frère Luis de Villalpando.
La situation de Campeche dans le golfe du Mexique en fait le principal lieu d'échanges de la péninsule du Yucatan, ce qui permet l'essor économique et l'accroissement de la population de la ville. Campeche exporte notamment du bois de Campêche (produit tinctorial) et du sel. Elle comporte également des chantiers navals.
Mais le monopole commercial imposé par l'Espagne à ses colonies a pour conséquence le développement de pratiques illégales visant à contourner ce monopole. Ainsi, contrebande et piraterie se développent largement dans le Golfe du Mexique, et notamment autour de Campeche.
Pour freiner ces pratiques, les autorités créent en 1616 un permis de coupe et de commercialisation du bois de Campêche. Cependant, cette mesure est inefficace puisque la piraterie continue à se développer. En 1629, le roi Philippe IV d'Espagne crée une flotte de garde-côtes pour protéger le commerce maritime, ainsi qu'une garnison pour défendre la cité, mais ni l'une ni l'autre ne sont réellement efficaces. Cependant, accaparé par les pressions militaires des autres nations européennes et par les révoltes dans ses possessions néerlandaises, Philippe IV n'est pas en mesure de renforcer la protection de la cité.
Ainsi, le 27 janvier 1661, une flotte de flibustiers, emmenée par Henry Morgan, attaque et pille deux navires de commerce dans la baie de Campeche, et repart sans être poursuivie. D'autres pirates célèbres ont attaqué Campeche, comme John Hawkins, Francis Drake, Jean Lafitte, Laurent de Graff, Cornelius Jol, Michel de Grandmont, et François l'Olonnais.
Ce n'est qu'en 1686 que commence la construction de fortifications autour de la ville, qui durera jusqu'en 1704. Ces réalisations, supervisées par l'ingénieur français Louis Bouchard, comprennent un mur d'environ 2,5 km de long reliant des bastions défensifs. Ce mur a une épaisseur de 2,6 m à la base et une hauteur moyenne de 8,4 m. Les bastions sont au nombre de huit :
- San Francisco et San Juan défendent la Porte de la Terre ;
- Notre-Dame de la Solitude protège la Porte de la Mer ;
- San Pedro servait de prison durant l'Inquisition ;
- San Carlos abrite aujourd'hui le musée de la Ville de Campeche, Santa Rosa accueille des expositions et Santiago un jardin botanique. Ce dernier a été reconstruit dans les années 1950 ;
- San Jose le Bas a été détruit.

Par ailleurs, deux forts à l'extérieur de la ville viennent compléter le dispositif : San José le Haut (aujourd'hui Musée des armes et des navires), et San Miguel (Musée d'archéologie).

## Transports
Campeche possède un aéroport (Ing. Alberto Acuña Ongay International Airport, dont le code AITA est CPE). Elle est desservie aussi par le Train maya.

## Patrimoine
- Les bastions de San Francisco de Campeche.

## Sport
En Ligue mexicaine de baseball, les Piratas de Campeche sont basés à Campeche où se trouve leur stade, le Estadio Nelson Barrera Romellón, enceinte de 6 000 places.